# カナリア大望遠鏡

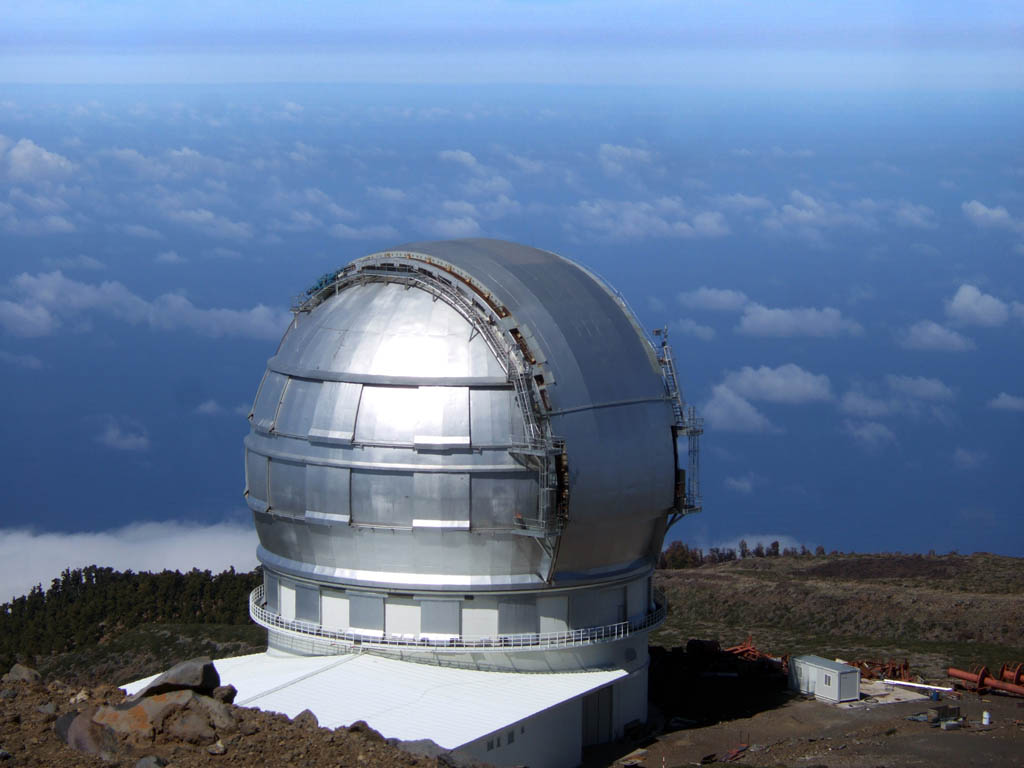
カナリア大望遠鏡

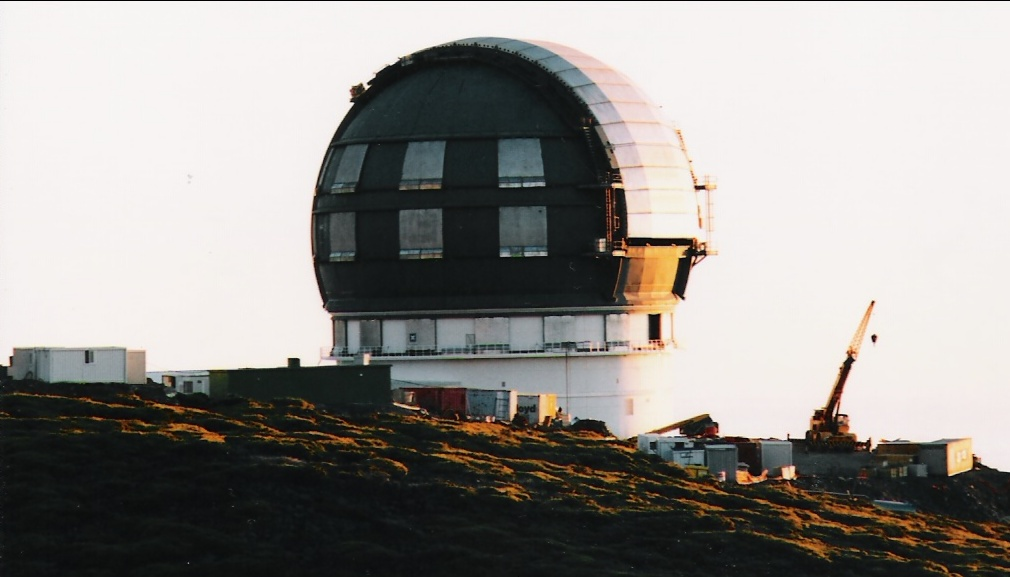
2002に建設中のカナリア大望遠鏡

カナリア大望遠鏡（カナリアだいぼうえんきょう、Gran Telescopio Canarias、GTC）は、スペイン領カナリア諸島ラ・パルマ島のロケ・デ・ロス・ムチャーチョス天文台内にあり、しばしば GranTeCan と呼ばれる口径10.4mの反射式望遠鏡である。
望遠鏡は火山の山頂2267mに設置されている。7年がかりで建設された。GTC計画はスペイン、メキシコ、フロリダ大学、カナリア天体物理研究所 (IAC) の共同で設立された。建設費は13000万ユーロかかった。

## ファーストライト
GTCは2007年7月13日から12枚の反射鏡を用いて観測を始めた。最終的には36枚のセグメントを能動光学により制御する。2008年5月に完全な状態で観測する予定である。現在、観測装置はOSIRIS、CanariCamおよびELMERのいずれかを使用。